# Легіон французьких добровольців проти більшовизму

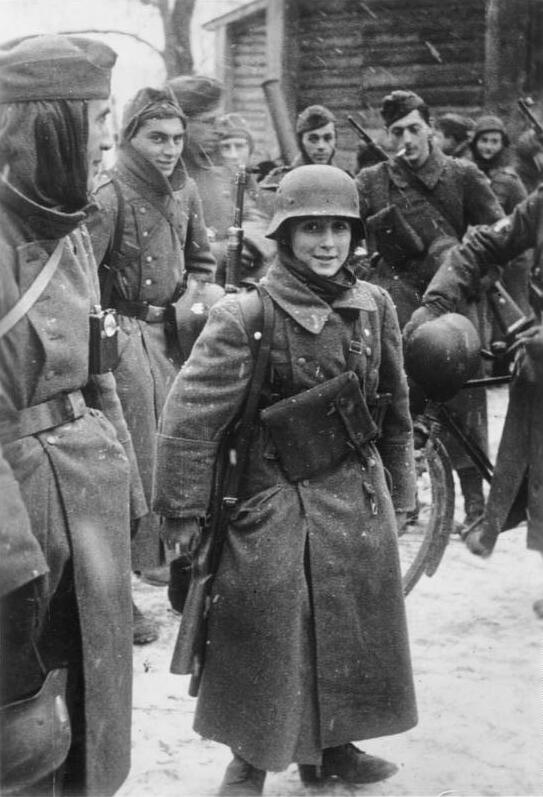
Французький Легіон в Росії разом із вірменським волонтером родом з Тифлісу.

Легіон французьких добровольців проти більшовизму (фр. Légion des Volontaires Français contre le Bolchévisme) — колабораціоністське військове з'єднання, засноване 8 липня 1941 року. Організоване Марселем Букаром, Жаком Доріо, Еженом Делонскле, П'єром Клементі та П'єром Константіні. Хоча загін не мав офіційних зв'язків з режимом Віші, уряд П'єра Лаваля визнав його «суспільно корисною організацією». Воював проти СРСР на Східному Фронті як 638-й Німецький піхотний полк.

## Склад полку

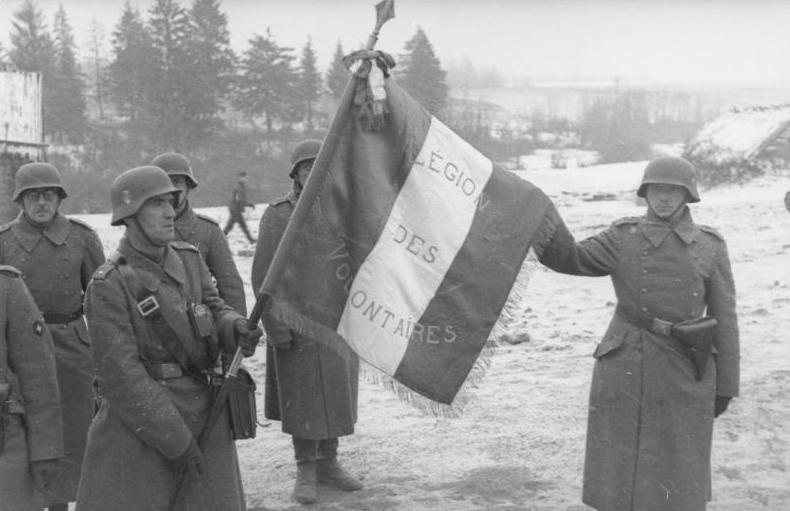
Французькі солдати в Росії, листопад 1941 року.

Французький Легіон складався переважно з французів, що сповідували праві ідеї та французьких військовополонених, що віддали перевагу війні на боці Німеччини замість примусової праці у концтаборах. Інший підрозділ під назвою «Полк триколору» (La Légion Tricolore) був поглинений Легіоном за 6 місяців з дня створення.

## Капелани Легіону
О. Жан де Майоль

## Бойові дії

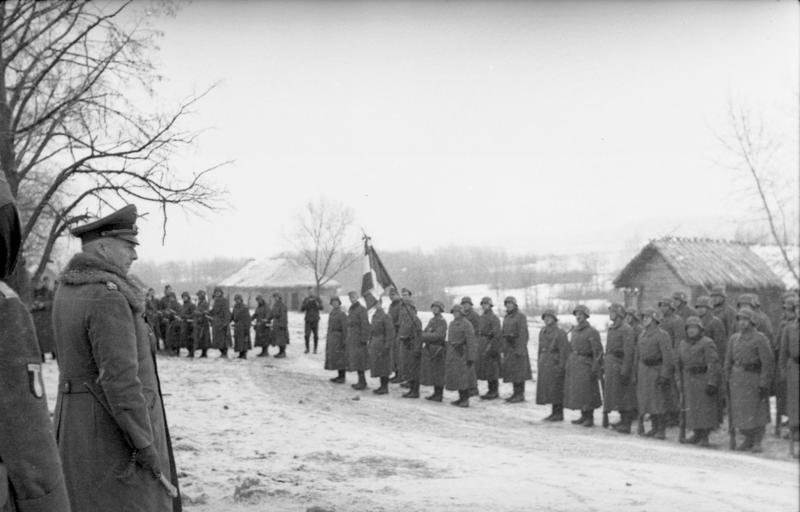
Генерал-фельдмаршал Ганс Ґюнтер фон Клуге відвідує 638-й Піхотний полк, листопад 1941 року.

У жовтні 1941 року 2452 бійців у складі французького полку перетинають кордон Радянського Союзу як підрозділ німецьких окупаційних військ.
Протягом весни 1942 року Легіон було реорганізовано у 1-й та 3-й батальйони і відправлено у тил для боротьби з партизанами. У червні 1943 року два окремі батальйони було знову об'єднано у полк і відправлено в Україну для боротьби з партизанами.
1 вересня 1944 року Легіон було офіційно розформовано. Його об'єднали з ополченням і створили дивізію СС «Шарлемань».
Хоча французька післявоєнна влада винесла багато довгострокових та смертних вироків бійцям Легіону, деяким французам, що воювали на боці Вермахту, було надано можливість спокутувати свою провину службою у Французькому Індокитаї у складі Іноземного легіону. Деяких офіцерів було страчено, а рядовим солдатам було присуджено тюремне ув'язнення.